# Огулинець
Огулинець (хорв. Ogulinec) — населений пункт у Хорватії, у Загребській жупанії у складі міста Велика Гориця.

## Населення
Населення за даними перепису 2011 року становило 292 осіб.
Динаміка чисельності населення поселення:

## Клімат
Середня річна температура становить 10,66 °C, середня максимальна – 25,16 °C, а середня мінімальна – -6,20 °C. Середня річна кількість опадів – 902 мм.
| Клімат поселення                              | Клімат поселення | Клімат поселення | Клімат поселення | Клімат поселення | Клімат поселення | Клімат поселення | Клімат поселення | Клімат поселення | Клімат поселення | Клімат поселення | Клімат поселення | Клімат поселення | Клімат поселення |
| Показник                                      | Січ.             | Лют.             | Бер.             | Квіт.            | Трав.            | Черв.            | Лип.             | Серп.            | Вер.             | Жовт.            | Лист.            | Груд.            |                  |
| Середній максимум, °C                         | 6,63             | 8,50             | 13,10            | 17,32            | 22,06            | 25,16            | 24,28            | 23,62            | 19,89            | 14,80            | 9,08             | 5,07             |                  |
| Середня температура, °C                       | 0,22             | 2,10             | 6,69             | 10,92            | 15,64            | 18,75            | 20,42            | 19,77            | 16,02            | 10,94            | 5,23             | 1,22             |                  |
| Середній мінімум, °C                          | −6,2             | −4,3             | 0,28             | 4,52             | 9,22             | 12,32            | 16,56            | 15,92            | 12,18            | 7,08             | 1,36             | −2,64            |                  |
| Норма опадів, мм                              | 54               | 51               | 61               | 70               | 79               | 92               | 81               | 87               | 84               | 87               | 89               | 67               |                  |
| Середньомісячна швидкість вітру, м/с          | 1.80             | 1.91             | 2.40             | 2.20             | 2.10             | 1.90             | 1.80             | 1.70             | 1.70             | 1.70             | 1.80             | 1.80             |                  |
| Середньомісячна сонячна радіація, кДж/м²·день | 4206             | 6892             | 10554            | 15046            | 19197            | 21211            | 22174            | 19399            | 14335            | 8755             | 4631             | 3396             |                  |
| --------------------------------------------- | ---------------- | ---------------- | ---------------- | ---------------- | ---------------- | ---------------- | ---------------- | ---------------- | ---------------- | ---------------- | ---------------- | ---------------- | ---------------- |
| Джерело:                                      |                  |                  |                  |                  |                  |                  |                  |                  |                  |                  |                  |                  |                  |